# Ražanac
Ražanac (Italiaans: Rasanze of Porto Rasanze) is een gemeente in de Kroatische provincie Zadar.
Ražanac telt 3107 inwoners, waarvan 98% Kroaten zijn.

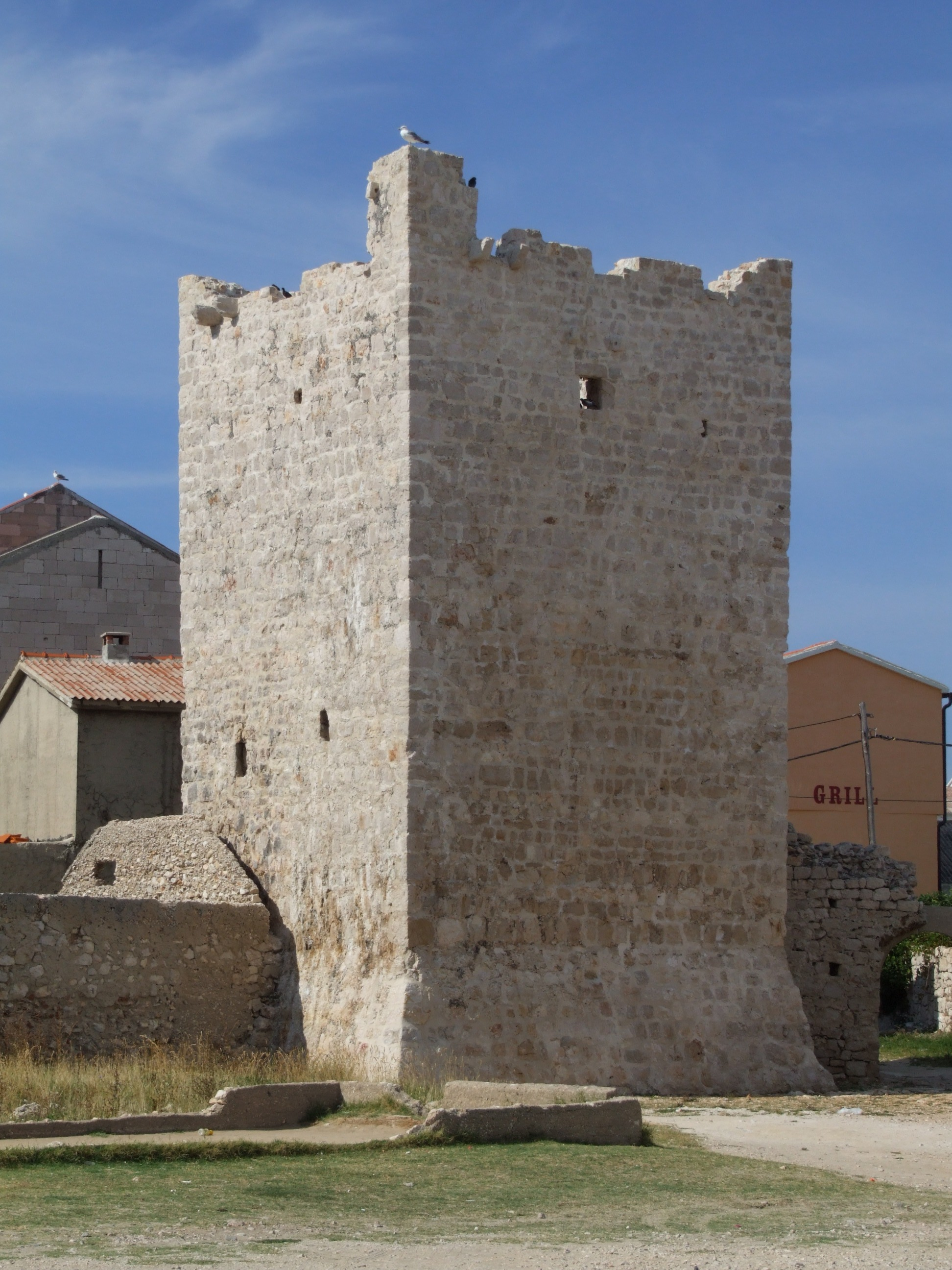
Toren van Ražanac
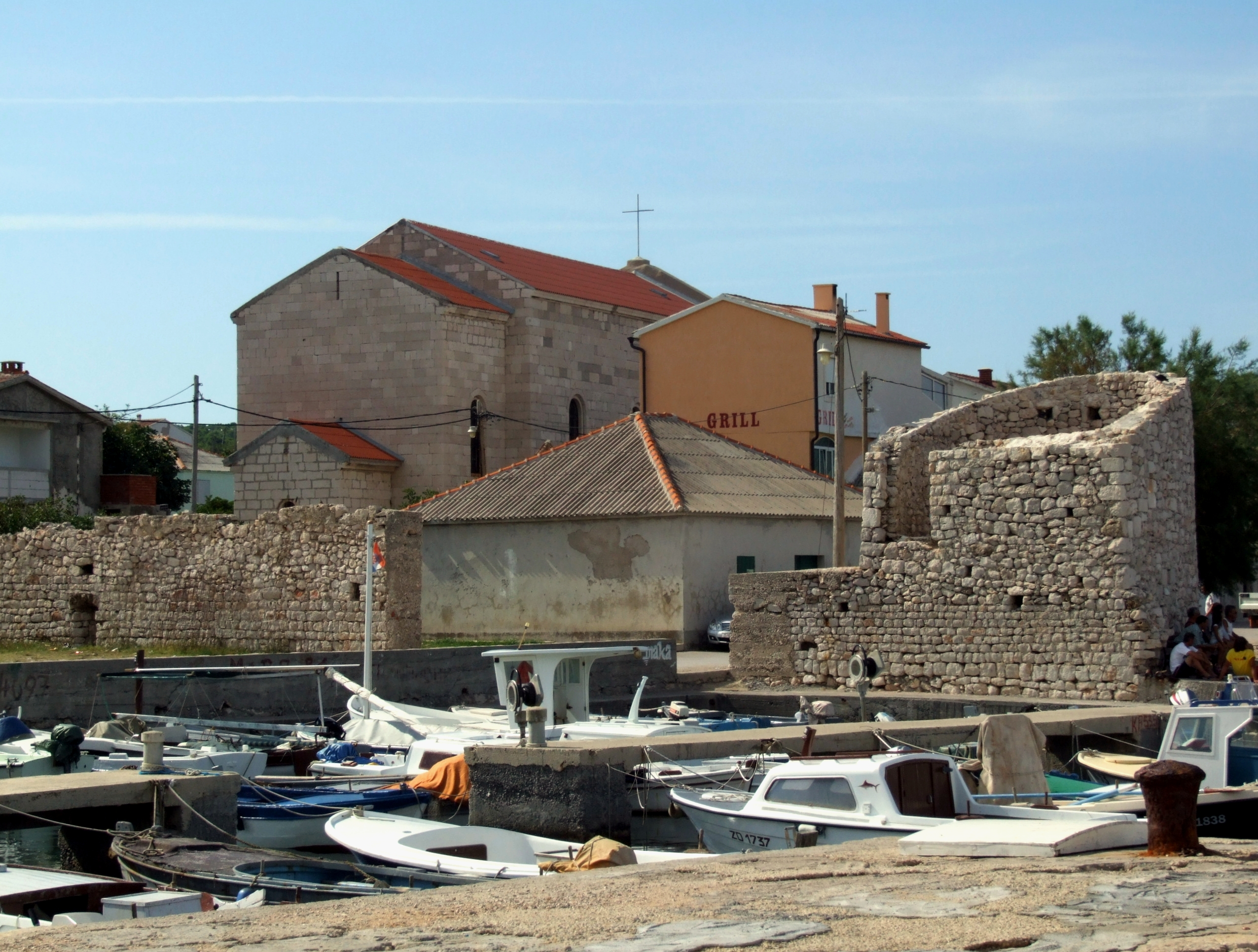
Stadsmuur en haven

Steden (gradovi): Zadar · Benkovac · Biograd na Moru · Nin · Obrovac · Pag

Gemeenten (općine): Bibinje · Galovac · Gračac · Jasenice · Kali · Kolan · Kukljica · Lišane Ostrovičke · Novigrad · Pakoštane · Pašman · Polača · Poličnik · Posedarje · Povljana · Preko · Privlaka · Ražanac · Sali · Stankovci · Starigrad · Sukošan · Sveti Filip i Jakov · Škabrnja · Tkon · Vir · Vrsi · Zemunik Donji